# Струминний апарат

Схема роботи інжектора та ежектора.

Струминний апарат (рос. струйный аппарат, англ. jet apparatus, нім. Strahlapparat) — пристрій, в якому здійснюється процес інжекції, який полягає у передачі кінетичної енергії одного потоку іншому потоку шляхом безпосереднього контакту (змішування). Змішувані потоки можуть перебувати в одній або різних фазах. Потік, який вступає у процес з меншою швидкістю називається робочим. Струминний апарат в спеціальній літературі називають по-різному: інжектори, ежектори, компресори, елеватори, насоси тощо.

## Класифікація
Струминні апарати можуть бути рівнофазними, різнофазними та змінної фазності.
За ступенем стиску та ступенем розширення рівнофазні Струминні апарати для пружних середовищ класифікують на:
- (1) апарати з великим ступенем розширення і помірним ступенем стиску — їх називають газоструменевими або пароструменевими компресорами. Ступінь стиску, яка розвивається в цих апаратах, як правило, знаходиться в межах 2,5-1,2;
- (2) апарати з великим ступенем розширення і великим ступенем стиску. Застосовуються в установках, де треба підтримувати глибокий вакуум. Це газоструминні або пароструминні ежектори. Ступінь стиску, яка характерна для цих апаратів перевищує 2,5;
- (3) апарати з великим ступенем розширення та малим ступенем стиску — це газоструминні або пароструминні інжектори (насоси струменеві). Ступінь стиску створювана цими апаратами менша за 1,2.

Різнофазні С.а. в залежності від пружних властивостей взаємодіючих середовищ поділяють на:
- (1) апарати з пружним робочим середовищем і непружним інжектованим. До них належать пневмотранспортні С.а.;
- (2) апарати з непружним робочим середовищем та пружним середовищем яке інжектують. Це рідинно-газові ежектори (напр., водо-повітряні ежектори).
- (3) апарати в яких обидва середовища непружні. Це апарати для гідротранспорту твердих сипких речовин.